# 록산다 일린칙
록산다 일린칙(Roksanda Ilincic, 1981년 9월 3일 ~ )은 세르비아의 패션 디자이너이다.